# João Paulo (football, juin 1981)
Pour les articles homonymes, voir João Paulo.
João Paulo Andrade ou simplement João Paulo est un footballeur portugais né le 6 juin 1981 à Leiria.

## Biographie
João Paulo est formé à l'União Leiria. Lors de la saison 2000-2001, il est prêté au modeste club de l'União Tomar, puis il revient dans son club formateur dès la fin de l'exercice. Il est remarqué et apprécié par José Mourinho, qui le dirige à União Leiria et lui permet d'être sélectionné dans l'équipe du Portugal Espoir. Il devient capitaine de l'équipe de l'União Leiria avant de souhaiter changer d'air. Il opte pour un prêt au Sporting Portugal. Mais ce prêt est un échec. Il retourne a l'União et honore son contrat jusqu'en 2006. Pendant cette période, il apprécie l'attitude de son nouvel entraîneur, le portugais Paulo Duarte, ancien "élève" de Mourinho. Entre-temps, il est un pilier de l'équipe espoir du Portugal. En 2004, il participe aux JO d'Athènes et au championnat d'Europe. après cela, il ne sera plus sélectionné en équipe nationale. À la fin de la saison 2005-2006, Leiria autorise son transfert au FC Porto, l'un des meilleurs clubs du pays avec le Benfica Lisbonne. Malheureusement, durant les matchs de pré-saison, il se blesse gravement au genou et doit se tenir éloigné des terrains pendant une majeure partie de la saison. Il participe cependant à l'aventure menant le FC Porto en finale de la coupe du Portugal. Là, il est titulaire lors de la défaite finale 2 à 0 contre son ancien club du Sporting Portugal. Il participe aux deux titres de champion remportés par le FC Porto en 2007 et 2008. Trop concurrencé à son poste, il est prêté avec son coéquipier Cláudio Pitbull en Roumanie, au FC Rapid Bucarest. Là, il ne gagne aucun titre mais récupère du temps de jeu. Devenu indésirable au FC Porto, il est courtisé par deux clubs d'Europe de l'Ouest: le Standard de Liège et le Mans UC. Le Mans finit par l'emporter après deux semaines de négociations et une somme finale de 1,5 M€ . Il signe un contrat de 3 ans le liant au Mans UC 72. Là-bas, il prend la place de Paulo André, reparti au Brésil quelques jours auparavant. Surtout, il rejoint avec plaisir son ancien entraineur de l'Uniao Leiria Paulo Duarte. Lors de sa première conférence de presse, on lui attribue le numéro 23, remplaçant de ce fait l'international Béninois Khaled Adenon, qui portait ce numéro jusqu'à son prêt à Bastia. Son maillot n'est pas floqué à son nom de famille mais au diminutif J.Paulo. Au Mans, on attend alors de lui une association défensive très physique avec le brésilien Antonio Geder et l'international tunisien Saber Ben Frej, joueurs avec lesquels il s'est entrainé en trio durant sa préparation physique. Il joue son premier match pour le MUC, lors d'une rencontre amicale contre Tours, le 5 septembre 2009. Bien qu'il prenne le rôle de patron des troupes mucistes, il est blessé dès son premier match, certainement à cause d'un claquage. Il a été, lors de la saison 2009-2010, titulaire indiscutable en défense centrale avec Gregory Cerdan.
Il quitte Le Mans en juillet 2010 car il a refusé de baisser son salaire à la suite de la descente en L2. Il s'est donc vu "automatiquement libéré de son contrat, conformément à la réglementation qui s’applique aux clubs relégués", explique le club sur son site officiel.

## Palmarès
- Champion du Portugal en 2007 avec le FC Porto.